# توروک‌بالینت
توروک‌بالینت (به مجاری: Törökbálint) در پِشت در کشور مجارستان واقع شده‌است. جمعیت این شهر ۱۲٫۶۵۱ نفر است.